# Вуково
Вуково е село в Западна България. То се намира в община Бобошево, област Кюстендил.

## География
Село Вуково се намира в Западна България, югоизточно от град Кюстендил. Разположено е в планински район, в близост до река Струма. Селото се намира на 5.208 км от общинския център – гр.Бобошево; на 25.311 км от областния център – гр. Кюстендил, на 61.126 км от гр.София и на 22.355 км от гр.Благоевград.

## Население
- 2007 г. – 82 жители
- 2008 г. – 73 жители
- 2009 г. – 53 жители

Численост и дял на етническите групи според преброяването на населението през 2011 г.:
|                     | Численост | Дял (в %) |
| Общо                | 68        | 100,00    |
| Българи             | 68        | 100,00    |
| Турци               | 0         | 0,00      |
| Цигани              | 0         | 0,00      |
| Други               | 0         | 0,00      |
| Не се самоопределят | 0         | 0,00      |
| Неотговорили        | 0         | 0,00      |

## История
Старото име на Вуково е било „Вакаво“ – църковно място.
Няма запазени писмени сведения за възникване на селото, но се смята, че то е едно от старите селища в областта. Свидетелство за това са откритите археологически паметници в района на селото – антично селище, некропол и късноантична крепост.
В началото на XXI век в резултат на промените в страната след 1989 г. и засилената миграция населението е силно намаляло. Перспективите за развитие на селото са свързани с лозарството и овощарството и развитието на селски, културен и църковен туризъм.

## Исторически, културни и природни забележителности
- Късноантична крепост. Намира се на 1,5 км югозападно от селото, върху възвишение, известно под името Чуката, в местността „Градището“. По периферията на височината са запазени основи на крепостен зид, граден от ломени камъни и хоросан, ограждащ площ от около 3 дка.

- Късносредновековна църква „Света Петка“. Намира се в източната махала на село Вуково, община Бобошево. Еднокорабна, едноапсидна църква, без притвор, с пиластри, образуващи плитка арка на западната фасада, с външни размери 8,10 Х 4,34 м. Сводът е полуцилиндричен. Полукръглата апсида е прорязана от малко, тясно прозорче. Градена е от ломени камъни, споени с бял хоросан. Цялата вътрешност е била изписана, а също и западната външна страна. Стенописите в църквата, доста добре и цялостно запазени се отличават с богата пластична култура и са ценно свидетелство за развитието на късносредновековната религиозна живопис в България и на Балканите. Църквата е построена през XVI в. Стенописите датират от 1598 г., както е засвидетелствано в надписа върху западната стена на наоса. Архитектурно-строителен и художествен паметник на културата от национално значение.

- Късносредновековна църква „Свети Никола“. Намира се на около 2 км южно от село Вуково, община Бобошево, в дълбок и труднодостъпен дол. Еднокорабна, едноапсидна, триконхална църква, без притвор, с плитка арка на западната фасада, с външни размери 4,43 Х 2,75 м. Сводът е полуцилиндричен. В конхите са прорязани малки тесни прозоречни отвори. Изградена е от ломени камъни, споени с бял хоросан. Покривното покритие е от нацепени каменни плочи. Църквата е полувкопана в земята. Цялата вътрешност е била изписана, а също и арката на западната стена. От стенописите са останали частични фрагменти. Църквата е построена през XVI в., от който период е и запазения живописен слой. Църквата е паметник на културата.